# Malînivka, Bahciîsarai
Malînivka (în ucraineană Малинівка) este un sat în așezarea urbană Poștove din raionul Bahciîsarai, Republica Autonomă Crimeea, Ucraina.

## Demografie
Componența lingvistică a localității Malînivka
     Rusă (61,81%)
     Tătară crimeeană (30,74%)
     Ucraineană (6,15%)
Conform recensământului din 2001, majoritatea populației localității Malînivka era vorbitoare de rusă (61,81%), existând în minoritate și vorbitori de tătară crimeeană (30,74%) și ucraineană (6,15%).